# Obchodní centrum Futurum Brno
Obchodní centrum Futurum Brno bylo otevřeno v říjnu 2001 na severozápadě brněnského katastrálního území Dolní Heršpice v městské části Brno-jih. Mimo jiné se v něm nachází hypermarket společnosti Tesco, který zde původně užívala společnost Carrefour. Centrum o rozloze 35 000 metrů čtverečních původně vlastnilo konsorcium firem Euro Mall Ventures ze skupiny Heitman, v roce 2005 je koupila společnost Julius Meinl. Tu později převzala izraelská investiční společnost Gazit Globe a přejmenovala na Atrium European Real Estate. Obchodní centrum se skládá ze dvou částí: z oválné jednopatrové obchodní budovy a přilehlého patrového krytého parkoviště. Správcem objektu je společnost Manhattan Real Estate Management s. r. o., sídlící v Praze.
OC Futurum Brno je jedním ze čtyř center řetězce Futurum v České republice (dalšími jsou OC Futurum Hradec Králové, OC Futurum Ostrava a OC Futurum Kolín).

## Doprava
Obchodní centrum se nachází v blízkosti mimoúrovňového křížení dálnice D1 (s mezinárodními trasami E50, E65 a E461) a Vídeňské ulice (silnice I/52 s odbočující trasa E461) směřující do Modřic a Rajhradu, z oblasti této mimoúrovňové křižovatky odbočuje též Ořechovská ulice směrem do Moravan. U obchodního centra se nalézá 1500 parkovacích míst, na jižní straně se nachází kryté parkoviště a na severní straně otevřené parkoviště. V sousedství krytého parkoviště se nachází nonstop otevřená čerpací stanice pohonných hmot, kterou provozuje Tesco Stores a. s., od 8 do 21 hodin zde funguje i myčka aut.
Dostupnost městskou hromadnou dopravou není příliš dobrá. V půlhodinovém intervalu dojíždí k obchodnímu centru speciální autobusová linka s bezplatnou přepravou, a to ze zastávek Úzká a Ústřední hřbitov. Přímo u obchodního centra je autobusová zastávka „OC Futurum“, kterou v pracovní dny obsluhuje také městská autobusová linka brněnského dopravního podniku č. 82, a to nízkopodlažními autobusy ve dvouhodinových intervalech. Zastávku „Brno, Ořechovská“ má poblíž též příměstská linka IDS JMK č. 501, jezdící denně s hodinovým intervalem, a několik dalších příměstských linek IDS JMK (96, 105, 505) provozovaných různými dopravci. Po Vídeňské ulici kolem obchodního centra prochází meziměstská tramvajová trať do Modřic, která má nedaleko zastávku Ořechovská; po trati jezdí linka č. 2.

## Obchody a služby
V centru se nachází hypermarket Tesco a množství dalších prodejen, např. Sportisimo, Alpine pro, KFC, Telefónica O2, Kilpi, Orion – domácí potřeby, Sinsay, House, Cropp, Gate, Datart, Pet center, Pepco. Hypermarket se nachází v přízemí, obchodní galerie je rozdělena do přízemí a prvního patra. Také je zde množství restaurací, lékárna a množství bankomatů. V obchodním centru je pro zákazníky poskytováno bezplatné WiFi připojení. Obchodní centrum také nabízí zákazníkům dětský koutek.
Hypermarket Tesco je otevřen denně od 7 do 22 hodin, obchodní pasáž a dětský koutek od 9 do 20 hodin.
Martin Kubík za poradenskou společnost DTZ jmenoval v květnu 2010 OC Futurum Brno v celorepublikovém kontextu jako třetí příklad (po OC Stodůlky a Plaza Liberec) mezi problémovými projekty, které kvůli sílící konkurenci trpí nedostatkem zákazníků. V rámci Jižní Moravy bývá centrum charakterizováno nízkými cenami.

## Kulturní akce

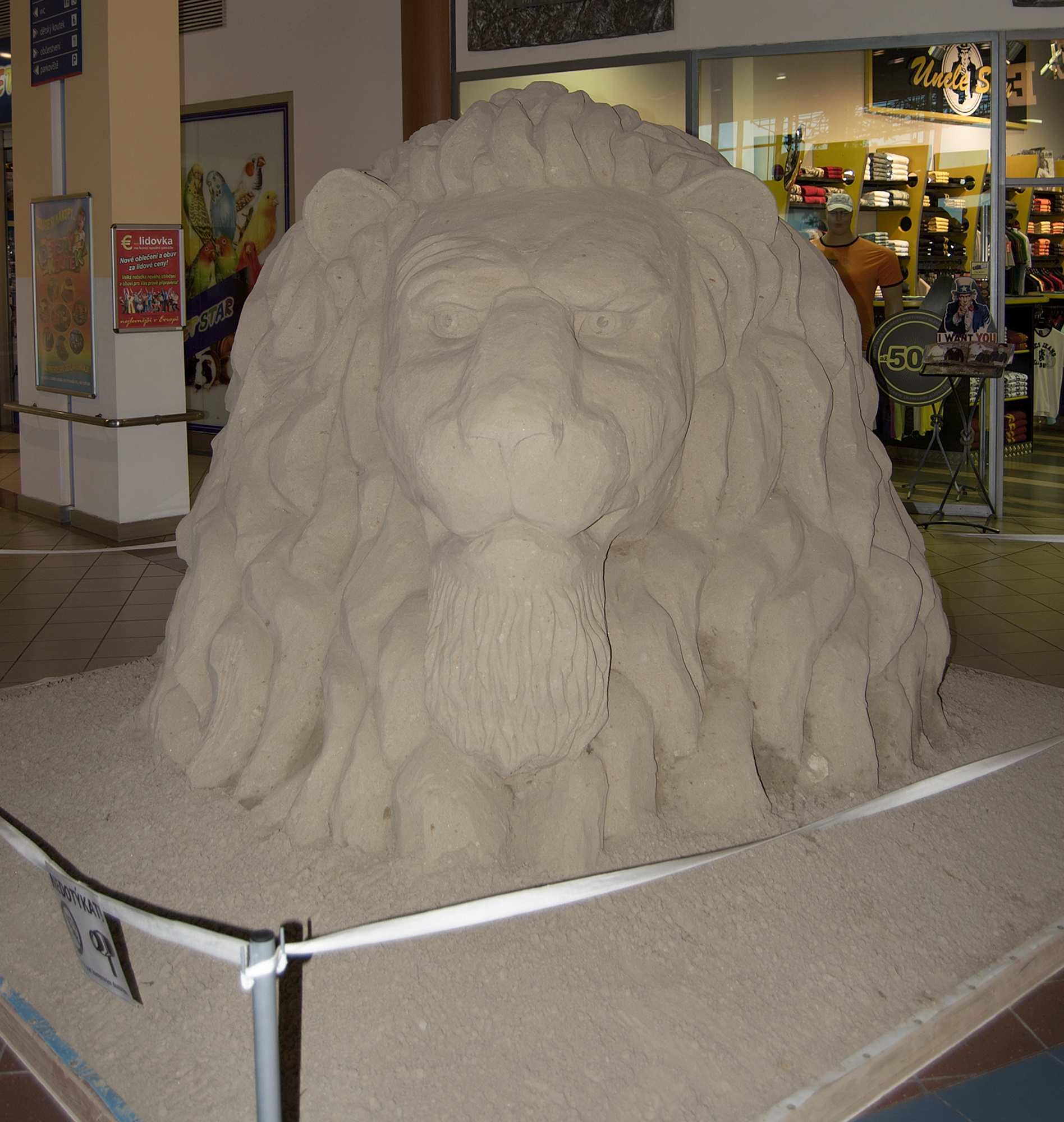
Z výstavy pískových soch v obchodním centru Futurum

Ve Futuru se občas pořádají kulturní akce. Od května do června 2010 se zde konala výstava pískových soch.